# 人知
人知（じんち）は宋代に雷進が自立し建てた私年号。1130年。 

## 西暦との対照表
| 人知 | 元年   |
| 西暦 | 1130年 |
| 干支 | 庚戌   |